# Élections législatives de 1797 dans la Mayenne
Les élections législatives françaises de 1797 se déroulent du 21 mars au 4 avril 1797. Dans la Mayenne, trois députés — un au Conseil des Anciens et deux au Conseil des Cinq-Cents — sont à élire sur les huit que compte le département.

## Élus

### Élus au Conseil des Anciens

#### Élus non-concernés par le renouvellement de 1797
| Député élu ou réélu        |  | Parti       |
| -------------------------- |  | ----------- |
| Michel-René Maupetit       |  | Clichyens   |
| René-Augustin Lair-Lamotte |  | Montagnards |

#### Élus concernés par le renouvellement de 1797
| Député sortant                    |  | Parti     | Député élu                   |  | Parti     |
| --------------------------------- |  | --------- | ---------------------------- |  | --------- |
| René-François Plaichard Choltière |  | Clichyens | René-François Jarry-Desloges |  | Clichyens |

### Élus au Conseil des Cinq-Cents

#### Élus non-concernés par le renouvellement de 1797
| Député élu ou réélu      |  | Parti         |
| ------------------------ |  | ------------- |
| Jacques-François Bissy   |  | Thermidoriens |
| Noël-Gabriel-Luce Villar |  | Clichyens     |

#### Élus concernés par le renouvellement de 1797
| Député sortant                            |                                           | Parti                                     | Député élu                      |  | Parti         |
| ----------------------------------------- | ----------------------------------------- | ----------------------------------------- | ------------------------------- |  | ------------- |
| ?                                         |                                           | ?                                         | Olivier Serclot des Guyonnières |  | Clichyens     |
| Laissé Vacant par Volney qui n'a pas paru | Laissé Vacant par Volney qui n'a pas paru | Laissé Vacant par Volney qui n'a pas paru | Joseph-Pierre Louveau           |  | Clichyens     |
| Mathurin Enjubault                        |                                           | Thermidoriens                             | Mathurin Enjubault              |  | Thermidoriens |

Louveau est élu en vertu de la loi du 22 ventôse, en remplacement de Volney.